# Zaklada "Biskup Josip Lang"
Zaklada "Biskup Josip Lang" je humanitarna zaklada, koja se brine za stare, nemoćne i siromašne osobe. 
Osnovana je 2002. godine i vode je hrvatski isusovci sa sjedištem u Palmotićevoj ulici u Zagrebu. Nazvana je po zagrebačkom biskupu, slugi Božjem Josipu Langu, koji je puno posjećivao bolesnike, većinom sirotinju i dijelio duhovnu i obilnu materijalnu pomoć. Silazio je u vlažne podrume, penjao se na tavane i potkrovlja da pomogne ljude u teškoj materijalnoj situaciji. Svoju je mjesečnu plaću podijelio siromasima i često se morao zadužiti. 
Svrha Zaklade jest trajno pružanje novčane i drugih oblika potpore starim, nemoćnim i bolesnim osobama kao i promicanje povlaštene ljubavi za siromašne. Svrha je Zaklade i promicanje pravde u prijateljstvu i suživotu sa siromasima te davanje inicijative, kao i samo osnivanje te organiziranje staračkih domova, te prihvatilišta za najnemoćnije. Jedan takav dom za 20 osoba Zaklada vodi u Maloj Gorici kod Petrinje. U nakladi Zaklade, objavljen je veći broj knjiga duhovne tematike. 
Upravitelj Zaklade je p. Antun Cvek. Poznat je po svojoj skrbi za brojne stare, bolesne i nemoćne osobe, zbog čega je stekao nadimak "Dobri duh Zagreba" i apostola gradskih siromaha i očajnika. Obilazi starije osobe, socijalno ugrožene, osamljene, da bi im pružio pomoć.